# Jiří Záleský
Jiří Záleský (* 20. října 1965, Brno) je bývalý český fotbalista, záložník.

## Fotbalová kariéra
Hrál za Zbrojovku Brno, Baník Ostrava, Duklu Praha, Škoda Xanthi, FC Hradec Králové a Panserraikos Seres. V československé a české lize nastoupil v 275 utkáních a dal 25 gólů, v řecké lize má 76 startů a 6 gólů. V Pohárů vítězů pohárů nastoupil v 9 utkáních a dal 1 gól a v Poháru UEFA nastoupil ve 2 utkáních. V roce 1991 s Baníkem Ostrava vyhrál Československý pohár. Po skončení aktivní kariéry působí jako trenér v týmu SK Slatina Brno.

## Ligová bilance
| Ročník                                   | Zápasy | Góly | Klub              |
| ---------------------------------------- | ------ | ---- | ----------------- |
| 1. československá fotbalová liga 1984/85 | 18     | 3    | Baník Ostrava     |
| 1. československá fotbalová liga 1985/86 | 24     | 1    | Baník Ostrava     |
| 1. československá fotbalová liga 1986/87 | 25     | 1    | Baník Ostrava     |
| 1. československá fotbalová liga 1987/88 | 28     | 5    | Baník Ostrava     |
| 1. československá fotbalová liga 1988/89 | 19     | 0    | Baník Ostrava     |
| 1. československá fotbalová liga 1989/90 | 17     | 0    | Baník Ostrava     |
| 1. československá fotbalová liga 1990/91 | 13     | 0    | Baník Ostrava     |
| 1. československá fotbalová liga 1990/91 | 14     | 2    | Dukla Praha       |
| 1. československá fotbalová liga 1991/92 | 24     | 3    | Baník Ostrava     |
| 1. československá fotbalová liga 1992/93 | 23     | 5    | FC Zbrojovka Brno |
| 1. česká fotbalová liga 1993/94          | 9      | 1    | FC Zbrojovka Brno |
| Řecká Superliga 1993/94                  | 15     | 0    | Skoda Xanthi      |
| Řecká Superliga 1994/95                  | 26     | 3    | Skoda Xanthi      |
| Řecká Superliga 1995/96                  | 25     | 3    | Skoda Xanthi      |
| Řecká Superliga 1996/97                  | 10     | 0    | Skoda Xanthi      |
| 1. česká fotbalová liga 1996/97          | 7      | 0    | SK Hradec Králové |
| 1. Gambrinus liga 1997/98                | 27     | 0    | SK Hradec Králové |
| 1. Gambrinus liga 1998/99                | 27     | 1    | SK Hradec Králové |
| CELKEM 1. LIGA                           | 351    | 28   |                   |
| 1. LIGA – ČSSR, ČSFR                     | 205    | 20   |                   |
| 1. LIGA – ČR                             | 70     | 2    |                   |
| 1. LIGA – ŘECKO                          | 76     | 6    |                   |